# صومعه کارمو
صومعهٔ بانوی مرفع کارمل (پرتغالی: Convento da Ordem do Carmo) در گذشته یک صومعهٔ کاتولیک بوده که در محوطه عمومی سانتا ماریا مایور در لیسبون، پرتغال واقع شده‌است. این صومعهٔ قرون وسطایی در واقعهٔ زمین‌لرزه ۱۷۵۵ لیسبونویران شد، و کلیسای گوتیک ویران شده بانوی مرفع کارمل (به پرتغالی: Igreja do Carmo) در نمای جنوبی صومعه، اثری است که پس از زلزله بزرگ ساخته شده‌است و هنوز در شهر قدیمی قابل مشاهده است.
تاریخچه
صومعه در سال ۱۳۸۹ توسط دونو آلوارش پریرا (فرمانده عالی نظامی پادشاه) تأسیس شد، که از صومعه کوچک کارملی که در زمین‌های خریداری‌شده از خواهرش بئاتریز پریرا و دریاسالار پسنها قرار داشت، نشأت گرفته بود. بازسازی صومعه در حدود سال ۱۳۹۳ آغاز شد.
در سال ۱۴۰۷، محراب و بخش انتهایی کلیسای صومعه تکمیل شد و این امر اجازه داد اولین مراسمات مذهبی در همان سال برگزار شود. تا سال ۱۴۲۳، سلول‌های اقامتی تکمیل شدند و این امکان را فراهم کردند که راهبان کارملی از مورا (جنوب پرتغال) در ساختمان ساکن شوند، از جمله پدر نونو د سانتا ماریا، دونو آلوارش پریرا، که ثروتش را به صومعه اهدا کرد و به آن پیوست.
تا سال ۱۵۵۱، صومعه شامل ۷۰ روحانی و ۱۰ خادم بود و اجاره زمین حدود ۲۵۰۰ کروزادو در سال پرداخت می‌کرد.
در سال ۱۷۵۵، زلزله‌ای در سواحل پرتغال باعث خسارات جدی به صومعه شد و کتابخانه آن که حدود ۵۰۰۰ جلد کتاب داشت به‌طور کامل تخریب شد. در آن زمان، ۱۲۶ روحانی مجبور به ترک ساختمان شدند و ابتدا به کوتوفیا و سپس به کامپو گرانده منتقل شدند.
تعمیرات جزئی در سال ۱۸۰۰ انجام شد و در این زمان کاشی‌های سقف تعمیر شدند. ده سال بعد، سایت صومعه توسط گارد سلطنتی پلیس اشغال شد که شامل استقرار سربازان تیرانداز در سال ۱۸۱۴ و ارتش ذخیره در سال ۱۸۳۱ بود. در سال ۱۸۳۴، تعمیرات توسط دپارتمان کارهای عمومی برای تطبیق صومعه به‌عنوان دادگاه قضایی منطقه سوم انجام شد. کلیسا هرگز به‌طور کامل بازسازی نشد و به‌عنوان کارگاه اره‌کشی اجاره داده شد، قبل از اینکه دستورهای مذهبی از کشور اخراج شوند. در آن زمان، اولین و دومین شرکت‌های پیاده‌نظام برای نگهبانی شهری در صومعه مستقر شدند و بعداً، اولین اسکادران سواره‌نظام در سال ۱۸۴۵.
ساختمان‌ها و سایت در سال ۱۸۶۴ به انجمن باستان‌شناسان پرتغال اهدا شد که ساختمان ویران‌شده را به موزه تبدیل کردند.
در سال ۱۹۰۲، تیمی مسئولیت بازسازی نمای صومعه را بر عهده گرفت.
بین سال‌های ۱۹۱۱ و ۱۹۱۲، دیوارهای اطراف صومعه کارمو بازسازی شدند و چندین قوس ساخته شد، تحت هدایت معمار لئونل گایا.
در سال ۱۹۵۵، مجوز اجرای پروژه‌های عمومی برای حفظ و بازسازی نمای ساختمان‌ها و سقف‌های ساختمان‌های نظامی داده شد.
در ۲۸ فوریه ۱۹۶۹، زلزله‌ای به سقف کلیسا آسیب رساند.
در طول رویدادهای انقلاب میخک، صومعه توسط شورشیان نظامی که مخالف رژیم نوو بودند محاصره شد. آخرین رئیس‌جمهور رژیم، مارسلو کایتانو و نیروهای وفادار به رژیم در ساختمان‌ها محبوس شده و در نهایت به رئیس‌جمهور آینده دموکراتیک، آنتونیو د اسپینولا تسلیم شدند.
صومعه قدیمی در نهایت به مقر گارد جمهوری تبدیل شد.
معماری
صومعه کارمو و کلیسای آن بین سال‌های ۱۳۸۹ و ۱۴۲۳ در سبک گوتیک ساده که برای دستورات مذهبی گدایی‌گر معمول بود، ساخته شدند. همچنین تأثیراتی از صومعه باتالیا، که توسط پادشاه ژوآن اول تأسیس شده بود و در همان زمان در حال ساخت بود، دیده می‌شود. در مقایسه با دیگر کلیساهای گوتیک شهر، گفته شده که کلیسای کارمو در معماری و تزئینات خود تأثیرگذارترین بوده است.
کلیسا دارای نقشه‌ای به شکل صلیب لاتین است. نمای اصلی دارای یک درگاه با چندین آرک‌ولتی و ستون‌هایی با نقوش گیاهی و انسان‌نما است. پنجره گل‌رز بالای درگاه به‌طور جزئی تخریب شده است. سمت جنوبی کلیسا با پنج پشت‌بند پروازی که در سال ۱۳۹۹ پس از فرو ریختن دیوار جنوبی در طول کار ساخت اضافه شد، تقویت شده است. صومعه قدیمی، که در سمت راست نما قرار دارد، در اوایل قرن بیستم به سبک نئوگوتیک بازسازی شد.
فضای داخلی کلیسا شامل یک شبستان با سه راهرو و یک محراب با یک کلیسای اصلی و چهار کلیسای جانبی است. سقف سنگی شبستان پس از زلزله فرو ریخت و هرگز بازسازی نشد و تنها قوس‌های نوک‌تیز بین ستون‌ها باقی مانده‌اند.
صومعه کارمو در محله شادو، روی تپه‌ای مشرف به میدان روسیو و روبروی تپه قلعه لیسبون قرار دارد. این صومعه در مقابل یک میدان آرام (میدان کارمو) واقع شده است و بسیار نزدیک به آسانسور سانتا ژوستا قرار دارد.
موزه
امروزه کلیسای ویران‌شده کارمو به‌عنوان موزه باستان‌شناسی (Museu Arqueológico do Carmo یا موزه باستان‌شناسی کارمو) استفاده می‌شود. شبستان و محراب کلیسای کارمو محل یک موزه باستان‌شناسی کوچک است که شامل آثار تاریخی از تمامی دوره‌های تاریخ پرتغال است. شبستان شامل مجموعه‌ای از مقبره‌ها، فواره‌ها، پنجره‌ها و دیگر بقایای معماری از مکان‌ها و سبک‌های مختلف است.
کلیساهای جانبی قدیمی محراب نیز به‌عنوان اتاق‌های نمایشگاهی استفاده می‌شوند. یکی از آن‌ها شامل اشیاء پیش‌تاریخی برجسته‌ای است که از یک دژ نزدیک آزامبوجا (۳۵۰۰–۱۵۰۰ پیش از میلاد) حفاری شده است.
مجموعه مقبره‌های گوتیک شامل مقبره فرنائو سانچز، پسر نامشروع پادشاه دینیش اول (اوایل قرن چهاردهم)، با تزئیناتی از صحنه‌های شکار گراز، و همچنین مقبره باشکوه پادشاه فرناندو اول (سلطنت ۱۳۶۷–۱۳۸۳) است که از صومعه فرانسیسکن سنتارم به این موزه منتقل شده است. دیگر نمایشگاه‌های برجسته شامل مجسمه‌ای از یک پادشاه قرن دوازدهم (شاید آلفونسو انریکش)، آزولیژوهای مورو و اشیائی از دوره‌های رومی و ویزیگوت است.